# Dicliptera longiflora
Dicliptera longiflora là một loài thực vật có hoa trong họ Ô rô. Loài này được Hayata mô tả khoa học đầu tiên năm 1911.